# Neoregelia abendrothae
Espèce
Classification phylogénétique
Neoregelia abendrothae est une espèce de plantes de la famille des Bromeliaceae, endémique de la forêt atlantique (mata atlântica en portugais) au Brésil.